# Clellan S. Ford
Clellan Stearns Ford (* 27. Juli 1909 in Worcester; † 4. November 1972 in New Haven (Connecticut)) war ein US-amerikanischer Anthropologe und Professor, der an der Yale University wirkte.

## Leben
Er besuchte die Yale University, wo er 1931 in Chemie und Soziologie zum Ph.D. promovierte. 1935 verbrachte er ein Jahr mit ethnografischer Feldforschung auf den Fidschi-Inseln. 1936 ging er an das Institute of Human Relations der Yale University, wo er die Human Relations Area Files mitbegründete. 1940, zeitgleich mit seiner Ernennung zum Assistenzprofessor für Anthropologie an der Yale University, begann Clellan Ford mit dem Studium der Kwakiutl-Indianer in British Columbia auf Vancouver Island.
Während des Zweiten Weltkriegs war Ford Leutnant der U.S. Naval Reserve und schrieb an militärischen Handbüchern über pazifische Inselgruppen mit.
Er kehrte 1946 als Assistenzprofessor für Anthropologie an die Yale University zurück. Als Leiter der interkulturellen Studien baute Ford die Organisation aus und benannte sie 1949 in Human Relations Area Files um. Seit 2023 ist die Organisation weiterhin als gemeinnützige Einrichtung tätig, die das vergleichende Studium von Kulturen, Zivilisationen und menschlichem Verhalten in Vergangenheit und Gegenwart unterstützt. Er starb im Alter von 63 Jahren am 4. November 1972 an Krebs.

## Werk
Mit John Dollard und anderen hat er an der Ausarbeitung der frühen Formulierung der Frustrations-Aggressions-Hypothese mitgewirkt.
Mit Smoke from Their Fires: Life of a Kwakiutl Chief hat er 1941 einen klassischen Bericht über das Leben und die Zeit des Kwakwaka'wakw-Häuptlings Charles James Nowell verfasst. Das Buch ist die erste vollständige Biografie eines Ureinwohners von British Columbia, die in Form einer Autobiografie verfasst wurde. Das Buch basiert auf Interviews, die 1940 geführt wurden, und enthält eine Einführung in die Kultur der Kwakiutl sowie einige Kommentare von Charles Nowell über sexuelles Verhalten und familiäre Bräuche wie die Kinderbetreuung.
Er ist weltweit bekannt wegen des mit Frank A. Beach verfassten Werks Patterns of Sexual Behavior aus dem Jahr 1951, in welchem das Sexualverhalten von Menschen und Tieren untersucht wurde. Die Untersuchung stützt sich auf den Cross Cultural Survey der Universität Yale (bzw. die Human Relations Area Files); für die Analyse und den Vergleich der sexuellen Verhaltensweisen wurden 190 gegenwärtig lebende Menschengruppen ausgewählt, um einen repräsentativen Querschnitt durch der verschiedenartigsten menschlichen Kulturen von der Arktis bis zur Südspitze Australiens und von gänzlich isoliert lebenden Ethnien bis zu modernen Gesellschaften zu erhalten. Die Untersuchung schließt zudem das Sexualverhalten zahlreicher Tierarten von den Menschenaffen bis zu den niederen Säugetieren ein. Es wurde gezeigt, dass sich die sexuellen Verhaltensweisen bei den einzelnen Menschengruppen in vielerlei Hinsicht erheblich unterscheiden. In manchen Kulturen werden beispielsweise außereheliche Sexualbeziehungen verurteilt, in anderen dagegen gebilligt. Bei mehreren Gruppen wird die Homosexualität geduldet oder unter bestimmten Umständen sogar gefördert, während sie bei anderen bestraft wird. Eine sehr unterschiedliche Beurteilung unterliegen ferner die sexuellen Spielereien der Kinder, die Onanie und das Verhalten beim Sexualverkehr. In einigen Beziehungen, z. B. in der Einstellung zum Inzest, ähneln sich die sexuellen Verhaltensweisen aller Menschengruppen auffallend. Die Patterns of Sexual Behavior werden als die objektivsten und umfassendsten Erhebungen über das Sexualverhalten von Lebewesen, die je zusammengestellt wurden, bezeichnet. Es war auch die Grundlage für die späteren Studien von Masters und Johnson.

## Publikationen (Auswahl)
Monografien
- Original Smoke from Their Fires: The Life of a Kwakiutl Chief. Waveland Pr Inc, Long Grove, Illinois 1996, ISBN 978-0-88133-915-4.
- Mit Frank A. Beach: Formen der Sexualität: Das Sexualverhalten bei Mensch und Tier. (3. Aufl.) Rowohlt, Reinbek b. Hamburg 1971, ISBN 978-3-499-68006-9.
  - Original Patterns of Sexual Behaviour. Eyer & Spottiswoody, London 1952.
- Mit John Dollard und anderen: Frustration und Aggression. Beltz Verlag, Weinheim 1970.
  - Original Mit John Dollard; Leonard Doob; Neal Elgar Miller; Orval Hobart Mowrer; Robert R. Sears in Zusammenarbeit mit Clellan S. Ford; Carl Iver Hovland; Richard T. Sollenberger: Frustration and aggression.  Institute of human relations by Yale University Press, New Haven 1939.
- Cross Cultural Approaches: Readings in Comparative Research. Human Relations Area Files, New Haven, 1967.
- Mit George P. Murdock: Outline of cultural materials Volume I. Human Relations Area Files, New Haven, 1961.
- Mit Frank A. Beach: Das Sexualverhalten von Mensch und Tier. (2. Aufl.), Colloquium Verlag, Berlin 1960.

Zeitschriftenartikel
- The Development of the Outline of Cultural Materials. In: Cross Cultural Research, 1971, 6 (3).
- Human Relations Area Files: 1949–1969. A Twenty-Year Report. In: Behavior Science Notes, 1970, 5 (1), S. 1–61.
- On the Analysis of Behavior for Cross-Cultural Comparisons. In: Cross-Cultural Research, 1966 ,1 (2), S. 79–97.
- The Role of HRAF in the Organization of Knowledge about Behavior and Mankind. In: Behavior Science Notes, 1966, 1 (1), S. 3–6.
- Occupation Experiences on Okinawa. In: The Annals of the American Academy of Political and Social Science, 1950, 267 (1), S. 175–182.
- Culture and Human Behavior. In: The Scientific Monthly, 1942, 55 (6), S. 546–557.